# Gemeinschaft Katholischer Soldaten

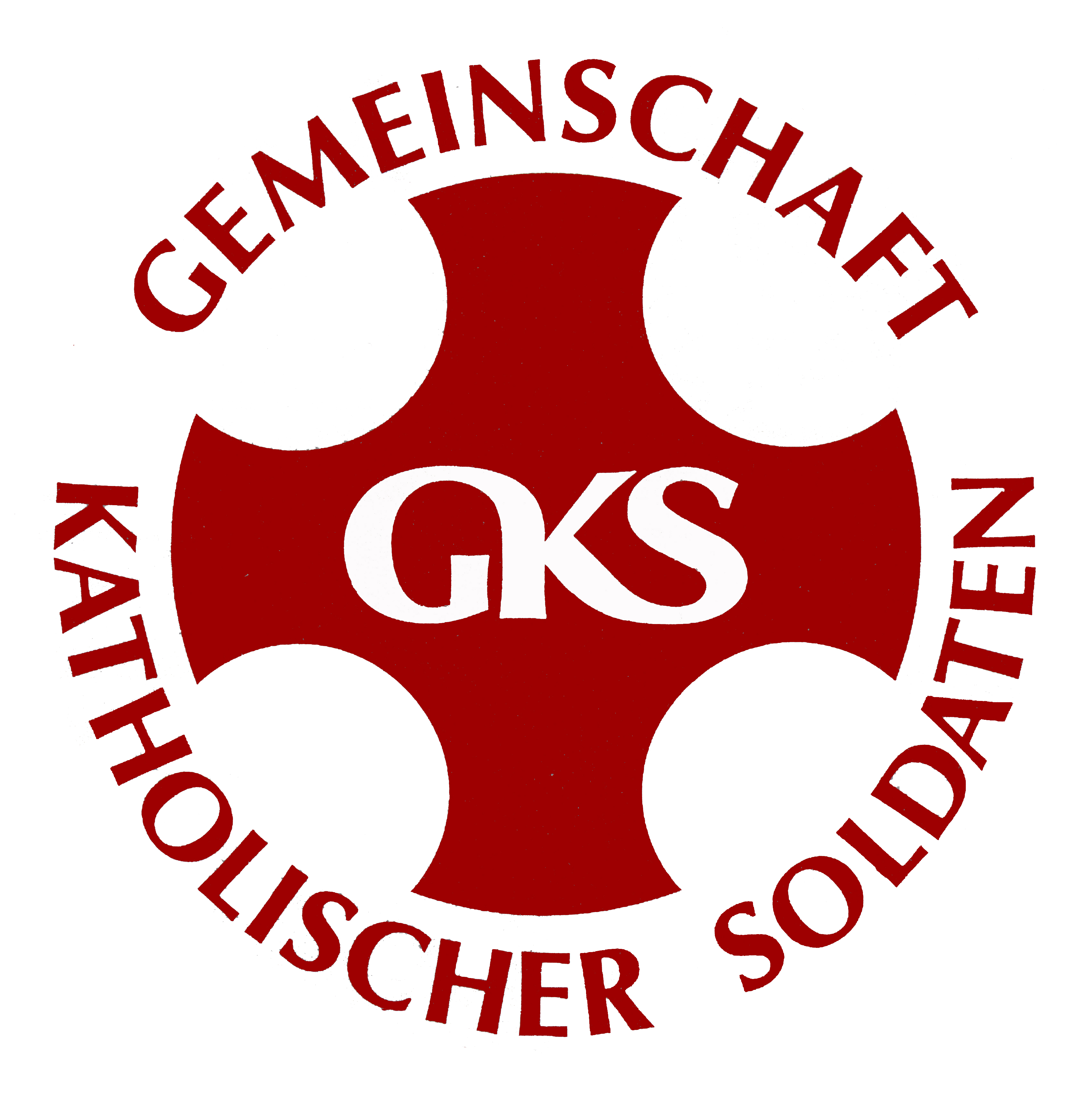
Logo der GKS bis 2017

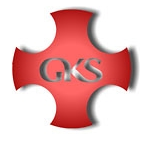
Das GKS-Kreuz

Die Gemeinschaft Katholischer Soldaten ist ein deutscher Verein mit Sitz in Berlin. Die 1960 gegründete Laienorganisation befindet sich im Jurisdiktionsbereich des Katholischen Militärbischofs. Sie orientiert sich besonders an den Ergebnissen des Zweiten Vatikanischen Konzils und der kirchlichen Friedenslehre. Ihr Selbstverständnis gründet sich auf folgende Aussage des Zweiten Vatikanischen Konzils: 

„Wer als Soldat im Dienst des Vaterlandes steht, betrachte sich als Diener der Sicherheit und Freiheit der Völker. Indem er diese Aufgabe recht erfüllt, trägt er wahrhaft zur Festigung des Friedens bei.“

## Auftrag
Der Verband wird in dem Bereich Bundeswehr und dort vor allem in den Bereichen Sicherheit, Frieden und Gerechtigkeit tätig.
Ziel ist es, aus der Perspektive des christlichen Glaubens heraus Antworten auf die Lebensfragen und Lebensmöglichkeiten der Soldaten und ihrer Familien zu geben. Sie will Katholiken in der Bundeswehr, Soldaten in der katholischen Kirche und katholischen Soldaten in Staat und Gesellschaft sittlich religiöse Orientierung bieten und eine geistige Heimat geben.
Sie will ihre Anliegen, die sich aus der Besonderheiten des Soldatenberufes ergeben, in den Meinungsbildungsprozess von Kirche, Politik und Gesellschaft einbringen und in den Streitkräften zur Verwirklichung des christlichen Zeugnisses beitragen.
Bei dieser Zielsetzung beschränkt sich die GKS ausdrücklich nicht nur auf ihre Mitglieder oder auf katholische Soldaten. Sie ist offen für die Mitarbeit aller, die auf der Suche nach den ethischen Grundlagen ihres Berufes und dem Sinn ihres Lebens sind.

## Verbandstruktur
Die Bundeskonferenz ist das oberste Beschlussgremium der GKS und wählt den Bundesvorstand. Sie besteht aus den Mitgliedern der Bereichsvorstände und je einem Delegierten pro GKS-Kreis. Die Bundeskonferenz tagt einmal jährlich im Rahmen der Woche der Begegnung.
2023 wählte die Bundeskonferenz Oberstleutnant Ulrich Schäffer zum Bundesvorsitzenden.

### Sachausschüsse
Sachausschuss Sicherheit und Frieden (SA SF)
Hier werden sicherheitspolitische und friedenspolitische Themen aus der Sicht der katholischen Friedensethik beleuchtet und aus soldatischer Sicht zur Meinungsbildung in Kirche und Öffentlichkeit beigetragen.
Sachausschuss Innere Führung (SA IF)
Dieser Sachausschuss behandelt grundsätzliche und aktuelle Fragen der Inneren Führung und bewertet sie aus der Perspektive der Christlichen Soziallehre heraus. Dazu schlägt er dem Bundesvorstand und den anderen Sachausschüssen Antworten und Lösungen vor.
Internationaler Sachausschuss (SA IS)
Er koordiniert internationale Aktivitäten der GKS, vertritt den Bundesvorstand bei internationalen Veranstaltungen (AMI, OIC, AKS u. a.) und unterstützt Bereiche und Kreise in ihrem Bemühen um Kontakte zur Militärseelsorge in ausländischen verbündeten Streitkräften.
Kommunikation (SA KI)

## Förderkreis der Gemeinschaft Katholischer Soldaten e. V. (FGKS)
Der Förderkreis der Gemeinschaft Katholischer Soldaten e. V. (FGKS) ist ein gemeinnütziger Verein zur materiellen und finanziellen Unterstützung der Gemeinschaft Katholischer Soldaten (GKS).
Der FGKS wurde im Februar 1997 in Bonn gegründet. Nach der Verlegung der Bundesgeschäftsstelle der GKS von Bonn nach Berlin wurde auch der Sitz des FGKS nach Berlin verlegt. Er unterstützt und fördert Hilfsprojekte und Aktivitäten der GKS.
- Vorsitzender: Oberstleutnant  Ulrich Schäffer
- Stellvertretender Vorsitzender: Oberst a. D. Albert Hecht
- Schatzmeister: Oberststabsfeldwebel a. D. Hubert Berners